# Hur man blir en sektledare
Hur man blir en sektledare (engelska: How to Become a Cult Leader) är en amerikansk dokumentärserie vars första säsong har premiär den 28 juli 2023. Första säsongen består av sex avsnitt. Den tredje och sista säsongen har premiär den 28 juli 2023 på HBO Max.

## Handling
Serien kretsar kring Peter Dinklage som avslöjar och lär ut hur man steg-för-steg blir en äkta sektledare.

## Medverkande
- Peter Dinklage - berättare